# Laurent Bezeau
Laurent Bezeau er en fransk cheftræner, som træner den fransk storklub Brest Bretagne Handball's kvindehold. Han har tidligere været træner for Tunesiens kvindehåndboldlandshold..